# Ян Петр Йордан
Ян Петр Йордан (нім. Jan Petr Jordan; 15 лютого 1818, Чешкеци (нині у складі комуни Геда), Саксонське королівство — 20 травня 1891, Відень, Австро-Угорщина) — німецький філолог-слов'янознавець, за походженням серб-лужичанин.

## Життєпис
Народився 15 лютого 1818 року в серболужицькому селі Чешкеци. 1830 року вступив до Лужицької семінарії в Празі, яку закінчив 1836 року, після чого до 1840 вивчав теологію в Карловому університеті, навчався також у Вацлава Ганки. 1837 року опублікував першу статтю про лужицьких сербів, 1841 року написав «Граматику сербовендської мови у Верхній Лужиці» (нім. Grammatik der wendisch-serbischen Sprache in der Oberlausitz). Наступного року з політичних мотивів змушений був залишити Прагу і влаштувався в Лейпцигу. 1841 року був одним з ініціаторів видання літературної газети «Jutnička», яку в червні 1842 року перетворено на тижневик «Tydźenska Nowina». Читав у Лейпцизькому університеті лекції зі слов'янознавства. Від 1843 року видавав у Лейпцигу перший німецький науковий журнал, присвячений вивченню руху слов'ян, «Jahrbücher für slavische Literatur, Kunst und Wissenschaf». Опублікував «Історію російської літератури» (нім. Geschichte der russischen Literatur; 1846), видав чесько-німецький та польсько-німецький словники. Під його ім'ям видав кілька своїх творів чеський письменник Клацель.